# Caldas Brandão
Caldas Brandão este un oraș în Paraíba (PB), Brazilia.